# Psychotria perbrevis
Psychotria perbrevis är en måreväxtart som beskrevs av Karl Moritz Schumann. Psychotria perbrevis ingår i släktet Psychotria och familjen måreväxter. Inga underarter finns listade i Catalogue of Life.